# Кампоформидо
Кампофо̀рмидо (на италиански: Campoformido; на фриулски: Cjampfuarmit, Чампфуармит) е градче и община в Северна Италия, провинция Удине, автономен регион Фриули-Венеция Джулия. Разположено е на 78 m надморска височина. Населението на общината е 7771 души (към 2010 г.).
Градчето е по-известно в историографията с венецианското си име Кампоформио или Кампо-Формио (на венециански: Campoformio). Става прочуто с мирния договор между Франция и Австрия по време на Революционните войни. Той е подписан след поражението на обединените войски на Сардинското кралство и Австрия от Наполеон Бонапарт през октомври 1797 г., и с него бившата Венецианска република е отстъпена на Австрийската империя.